# エドワード・プランタジネット (第17代ウォリック伯爵)

ウォリック伯エドワード・プランタジネットの紋章

ウォリック伯エドワード・プランタジネット（Edward Plantagenet, Earl of Warwick, 1475年2月25日 - 1499年11月28日）は、クラレンス公ジョージの息子。クラレンス公の弟イングランド王リチャード3世（1483年 - 1485年）、代わって王位についたヘンリー7世（1485年 - 1509年）の統治下では王位継承権も持っていた。ソールズベリー伯爵夫人マーガレット・ポールの末弟でもある。その名が示す通り、プランタジネット家の男系男子の最後の生き残りであった。

## 生涯
1475年2月25日、エドワードは母イザベル・ネヴィル（「キング・メーカー」とも呼ばれたウォリック伯リチャード・ネヴィルの上の娘）の実家で生まれた。彼は父クラレンス公が反逆によって私権を剥奪され、処刑されたすぐ後の1478年にウォリック伯に叙された。
1483年に従兄エドワード5世が即位した。本来であればウォリックにはエドワード5世の弟ヨーク公リチャードに次ぐ王位継承権があったはずであったが、クラレンス公が私権剥奪状態であったことを根拠に（議会制定法によって覆すことは可能だったはずであるが）、継承者から除外された。
エドワード5世を廃して即位したリチャード3世の一人息子エドワード・オブ・ミドルハムが1484年に急死すると、10歳のウォリックは叔父リチャードの王位継承者に指名された。これは王妃アン・ネヴィル（ウォリックの母方の叔母であり、両親の死後ウォリックと姉マーガレットを養子にしていた）の影響のおかげと言われている。
しかし1485年にアン王妃が死ぬとすぐに、リチャード3世は姉エリザベス・オブ・ヨークの息子で既に成人に達しているリンカーン伯ジョン・ド・ラ・ポールを、ウォリックに代えて王位継承者に指名した。恐らくリチャードは、息子を亡くして1年も経っていない失意の王妃を喜ばせるために、あくまで一時的な処置としてエドワードを王位継承者に指名したものと思われる。
多くの歴史家がウォリックは知恵遅れであったと記している。しかしそれらの論拠は、歴史家エドワード・ホールが「ウォリックは長いこと牢に入れられて、人や動物と切り離されたため、ガチョウと鶏を区別することもできない」と書いたことに基づいている。
1485年にリチャード3世を倒してテューダー家のヘンリー7世が即位すると、ウォリックはロンドン塔に投獄された。この時点ではまだヘンリー7世の王権は確固たるものではなく、ヨーク派の後継者として王位継承権を持つウォリックは厳しくマークされたのである。この間、1487年にはウォリックの名を騙るランバート・シムネルが現れたため、本物の証明としてロンドン市中を引き廻されている。
1490年には父親の私権剥奪にもかかわらず、ウォリック伯の称号を許された。ただし、身柄はロンドン塔に収監されたままであった。この状態は1499年に、ヘンリー7世に反旗を翻したパーキン・ウォーベックがロンドン塔に投獄されるまで続く。ウォリックはパーキンと共に脱獄を企てるが失敗し、反逆罪で斬首刑に処された。ここにプランタジネット家の男子は絶え、女子の方も姉のマーガレットが1541年に処刑されたことで完全に断絶した。
| イングランドの爵位              | イングランドの爵位                       | イングランドの爵位                                  |
| ------------------------------- | ---------------------------------------- | --------------------------------------------------- |
| 先代 ジョージ・プランタジネット | ウォリック伯 1478年 - 1499年             | 次代 消滅                                           |
| 先代 リチャード・ネヴィル       | ソールズベリー伯 1485年 - 1499年（消滅） | 次代 マーガレット・プランタジネット （1513年 復興） |